# Catene
Catene är en italiensk dramafilm från 1949 i regi av Raffaello Matarazzo.

## Roller (urval)
- Amedeo Nazzari – Guglielmo Aniello
- Yvonne Sanson – Rosa Carrisi
- Aldo Nicodemi – Emilio
- Teresa Franchini – Anna Aniello, Guglielmos mor
- Aldo Silvani – försvarsadvokaten
- Nino Marchesini – åklagaren